# Harpa (gênero)
Harpa  (nomeadas, em inglês, Harp shells ou Harp snails -pl.) é um gênero de moluscos gastrópodes marinhos, predadores de crustáceos em bentos arenosos, pertencente à família Harpidae da subclasse Caenogastropoda e ordem Neogastropoda. Foi classificado por Peter Friedrich Röding, em 1798, ao descrever espécies como Harpa amouretta, Harpa davidis, Harpa doris e Harpa major; com sua espécie-tipo classificada por Carolus Linnaeus, em 1758, como Buccinum harpa - atualmente nomeada Harpa harpa -, em sua obra Systema Naturae. As conchas globosas, de espiral baixa e ampla abertura e volta terminal, deste gênero, têm uma aparência polida, colorida e altamente padronizada, com costelas axiais proeminentes; e em grande quantidade, no caso de Harpa costata (Linnaeus, 1758); além de ter um canal sifonal curto e columela sem pregas. Sua distribuição geográfica é quase inexistente no oceano Atlântico, apenas com Harpa doris na África Ocidental até Angola; sendo a região tropical do Indo-Pacífico o principal habitat das espécies; todas elas cobiçadas para o colecionismo. Caso um predador esteja em sua perseguição, as Harpa são notáveis por amputar a parte traseira do pé, deixando um remanescente contorcido para distrair seu perseguidor (autotomia).

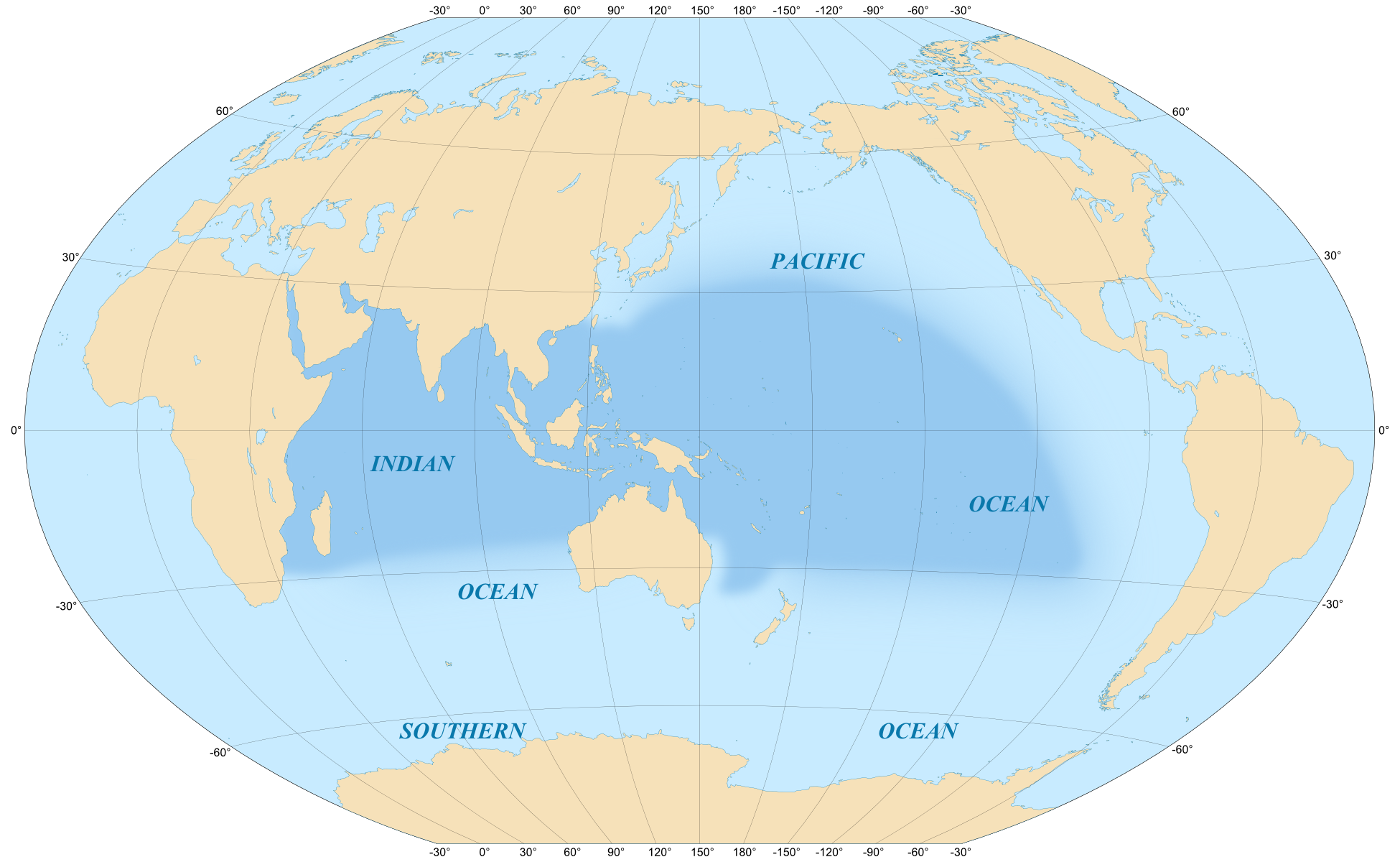
A região tropical do Indo-Pacífico é o principal habitat das espécies do gênero Harpa.

## Espécies deHarpa
Harpa amouretta Röding, 1798
Harpa articularis Lamarck, 1822
Harpa cabriti P. Fischer, 1860
Harpa costata (Linnaeus, 1758)
Harpa crenata Swainson, 1822
Harpa davidis Röding, 1798
Harpa doris Röding, 1798
Harpa goodwini Rehder, 1993
Harpa gracilis Broderip & G. B. Sowerby I, 1829
Harpa harpa (Linnaeus, 1758) - Espécie-tipo
Harpa kajiyamai Habe, 1970
Harpa kolaceki T. Cossignani, 2011
Harpa lorenzi D. Monsecour & K. Monsecour, 2018
Harpa major Röding, 1798
Harpa queenslandica Berschauer & Petuch, 2016

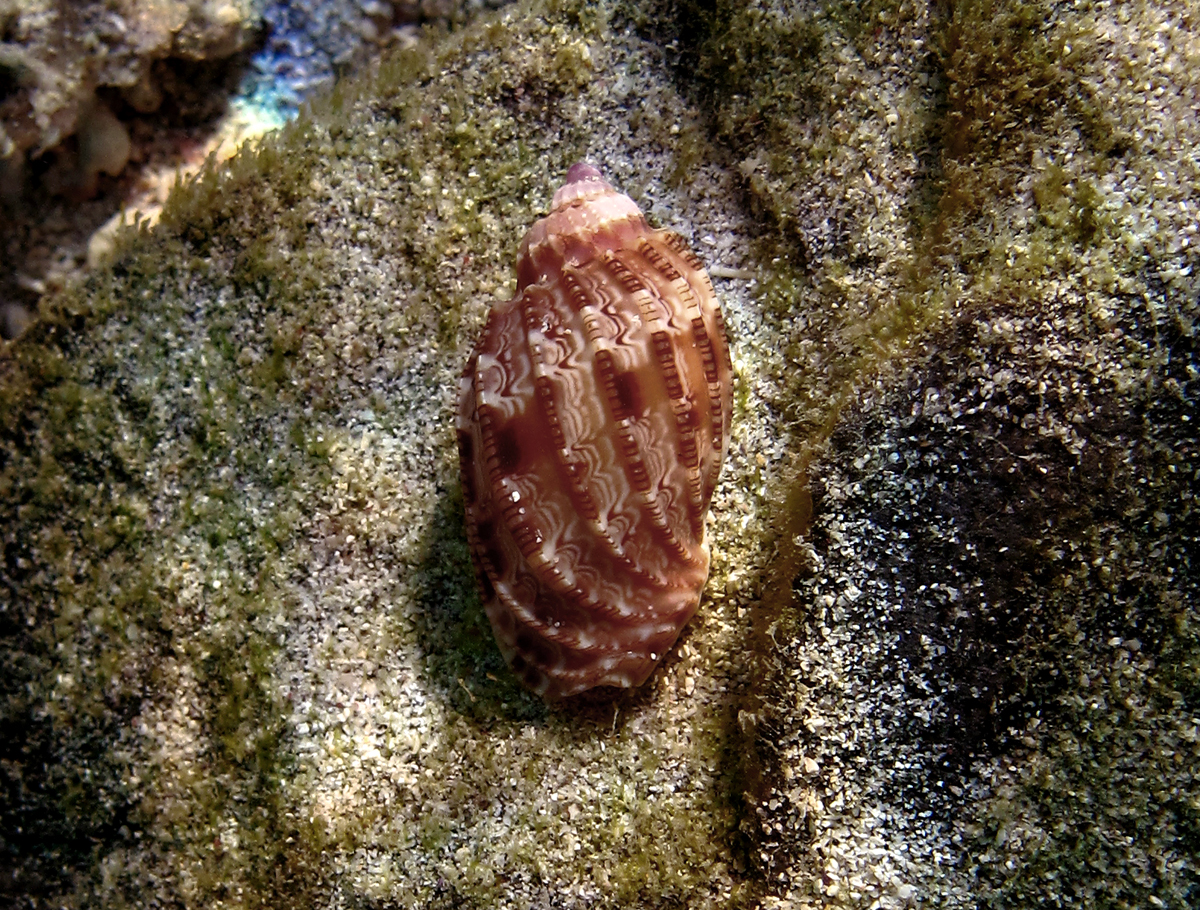
Harpa amouretta Röding, 1798 em seu habitat, em Reunião.